# Pirro Gonzaga (cardenal)
No se debe confundir con su tío el condottiero Pirro Gonzaga (1490 - 1529).
Pirro Gonzaga (Mantua, 1505 - Sabbioneta, 28 de enero de 1529) fue un eclesiástico italiano. 

## Vida
Nacido en el seno de la ilustre familia Gonzaga, que desde el siglo XIV mantenía el gobierno de Mantua, fue el tercero de los diez hijos de Ludovico Gonzaga, que fue conde de Rodigo con Rivalta, y de Francesca Fieschi, que era hija del conde de Lavagna Gian Luigi Fieschi. Fueron sus hermanos Gianfrancesco, Ludovico, Paola, Ippolita, Giulia, Caterina, Elisabetta, Alfonso y Eleonora.
Destinado a la carrera eclesiástica a muy temprana edad, y progresando en ella rápidamente gracias a la influencia familiar, fue nombrado protonotario apostólico en tiempos del papa Adriano VI. 
Cuando en el contexto de la Guerra de la Liga de Cognac las tropas de Carlos V saquearon Roma, y apresaron a Clemente VII en el Castillo Sant'Angelo exigieron del pontífice una cuantiosa suma de dinero por su liberación, y el papa, incapaz de reunir la cantidad requerida, se vio obligado a conceder dignidades eclesiásticas a los candidatos que pudieran hacer generosas aportaciones económicas. Pirro fue nombrado obispo de Módena, y en el consistorio de noviembre de 1527 fue creado cardenal diácono de Santa Agata in Suburra.
Falleció a principios de 1529 en el feudo familiar con cerca de 23 años de edad, y fue sepultado en la iglesia de S. Biagio dei Servi.